# HMS Tiger (1849)
Pour les autres navires du même nom, voir HMS Tiger.
 (juillet 2012).
Si vous disposez d'ouvrages ou d'articles de référence ou si vous connaissez des sites web de qualité traitant du thème abordé ici, merci de compléter l'article en donnant les références utiles à sa vérifiabilité et en les liant à la section « Notes et références ».
Le HMS Tiger est une frégate à vapeur en service dans la Royal Navy. Lancée en 1849, c'est un bateau à roues à aubes gréé en sloop. Il est reclassé comme frégate en 1852.
Pendant la guerre de Crimée, Le HMS Tiger s'échoue à la côte et est immédiatement canonnée par les batteries russes.
Il amènera son pavillon pour faire cesser ce feu meurtrier.